# Stojan Ivanov
Stojan Ivanov, född den 2 april 1949 i Zlatitsa, Bulgarien, är en bulgarisk brottare som tog OS-silver i lätt tungviktsbrottning i den grekisk-romerska klassen 1976 i Montréal.